# Музей африканского искусства (Белград)
Музей африканского искусства (серб. Музеј Афричке Уметности) — музей, посвящённый искусству западной, восточной и центральной Африки, расположенный в городе Белграде, столице Сербии. Единственный музей такого рода на Балканах.

## История
В основу коллекции музея, открытого в 1977 году, легли экспонаты из частного собрания семьи Веды Загорац и Здравко Печара, журналиста, а затем  дипломата Югославии, служившего в семи афранских странах в течение 20 лет.  Хотя большая часть предметов была подарена Печаром в 1974 году Белграду, значительная часть её находится в руках его семьи и периодически выставляется в музее. В музее выставлено около 1800 экспонатов, в основном из западной Африки, среди них большая коллекция африканских масок.
В 2017 году музей награждён Золотой медалью «За заслуги» Республики Сербия.